# Pink Lake (Australia Occidental)

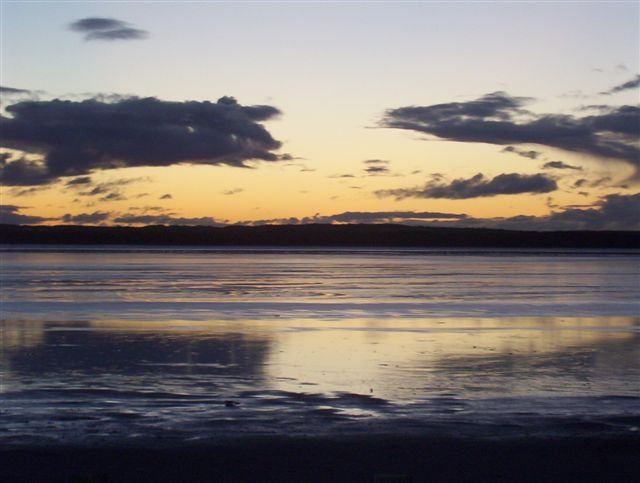
Puesta de sol sobre Pink Lake

Pink Lake (Lago Rosa o Rosado) es un lago salado ubicado en la región de Goldfields-Esperance, Australia Occidental. Se encuentra a 3 km al oeste de Esperance y limita con la autopista del litoral sur por el este.

## Descripción
A pesar de su etimología, no siempre es rosa. El distintivo color del agua cambia como resultado del alga verde: Dunaliella salina, la halobacteria: Halobacteria cutirubrum y/o la alta concentración de camarones. Una vez la salinidad del agua supera al del mar en combinación con la subida suficiente de las temperaturas y las condiciones de luz óptimas, las algas empiezan a acumular el pigmento rojo beta caroteno.
Las halobacterias rosas crecen en las incrustaciones saladas del fondo y el color del lago es el resultado entre la D. salina y la H. cutirubrum.

### Producción de sal
Anterior a la producción de sal, en los años 80 se investigó el entorno medioambiental del lago. En el límite oriental del mismo se producen pastillas de sal en los estanques solares.
La zona es explotada por la empresa WA Salt Supply.

## Fauna
El lago ha sido declarado por BirdLife International como una importante reserva aviar puesto que varias especies como el chorlito encapuchado y cigüeñuelas pechirrojas suelen anidar en la zona aparte de ser zona de paso entre otras especies tanto autóctonas como migratorias.